# Comuna Lovinac, Lika-Senj
Lovinac este o comună în cantonul Lika-Senj, Croația, având o populație de 1.007 locuitori (2011).

## Demografie
Componența etnică a comunei Lovinac
     Croați (82,92%)
     Sârbi (16,09%)
     Necunoscut (0,1%)
     Neclasificat (0,89%)
Componența confesională a comunei Lovinac
     Catolici (82,22%)
     Ortodocși (16,19%)
     Necunoscută (0,4%)
     Alte religii (1,19%)
Conform recensământului din 2011, comuna Lovinac avea 1.007 locuitori. Din punct de vedere etnic, majoritatea locuitorilor (82,92%) erau croați, cu o minoritate de sârbi (16,09%). Apartenența etnică nu este cunoscută în cazul a 0,1% din locuitori. Din punct de vedere confesional, majoritatea locuitorilor (82,22%) erau catolici, cu o minoritate de ortodocși (16,19%). Pentru 0,4% din locuitori nu este cunoscută apartenența confesională.